# Холліс Ченері

Холліс Ченері (англ. Hollis B. Chenery; 6 січня 1918, м. Ричмонд, Вірджинія, США — 1 вересня 1994, м. Санта-Фе, Нью-Мексико) — американський економіст, дослідник економіки розвитку, професор Гарвардського університету. Був консультантом і віце-президентом Світового банку.

## Біографія
Холліс народився в Ричмонді, син Крістофера Ченера - бізнесмена і інженера. Здобув освіту в Пелам-Менор (Нью-Йорк), а також в Університеті Аризони  (бакалавра математики, 1939), Університеті Оклахоми (бакалавр техніки, 1941) та Каліфорнійському технологічному інституті (магістратура, 1943). Він служив у Пові́тряних силах США в Другій світовій війні. Після війни здобув ступінь в Університеті Вірджинії (магістр економіки, 1947) та Гарвардському університеті (доктор економічних наук, 1950).
Він працював професором економіки в Стенфорді з 1952 по 1961 рік, отримав стипендію Ґуґґенгайма в 1961 році і вступив до Агентства США з міжнародного розвитку в 1961 році де став помічником адміністратора.
У 1965 році Ченері став професором економіки в Гарварді. Його стаття 1966 року з Аланом Строутом, «Зовнішня допомога та економічний розвиток» (англ. Foreign assistance and economic development), надала макроекономічну теорію ефективності допомоги розвитку, яка залишалася протягом наступних 20 років найбільш явною доступною моделлю.
У 1972—1982 роках він працював віце-президентом Світового банку. Працюючи під керівництвом Роберта Мак-Намари продовж більшої частини свого часу в банку, Ченері контролював збільшення дослідницьких можливостей банку. Незважаючи на те, що його попередня робота зіграла певну роль у визначенні спрямованості допомоги на цілі загального економічного зростання, Ченері в 1970-х роках досліджував шляхи, за допомогою яких ці зростання могли відбуватися таким чином, щоб принести користь бідним. Це дослідження, яке було опубліковане у книзі 1974 р. Redistribution with growth, допомогло банку перейти до підходу, більш орієнтованого на бідність, у середині та наприкінці 1970-х років. Ченері розширив модель зростання Харрода-Домара, вказавши на необхідність імпорту капітальних товарів у країни, що розвиваються.

## Внесок в науку
Є одним з розробників моделі економічного зростання з двома дефіцитами.

## Кінна слава
Після смерті батька в січні 1973 р. сестра Х. Ченері Пенні, продовживши захоплення покійного батька кінним спортом, виступила з конем Секретаріатом від імені сім'ї. Секретаріат став першим конем за останні 25 років, який виграв підряд три найпрестижніших скачки з серії «Потрійна Корона», отримавши рекордні перемоги в Кентуккі, Прікнессі та Белмонті. Після перемоги Секретаріату Холліс Ченері повів коня доріжкою до кола переможців. Його зіграв Ділан Бейкер у фільмі Чемпіон.

## Твори
Серед його основних робіт:
- 1952 Overcapacity and the Acceleration Principle, «Econometrica»
- 1959 Interindustry Economics (wspólnie z P. Clarkiem)
- 1960 Patterns of Industrial Growth, «American Economic Review»
- 1961 Comparative Advantage and Development Policy, «American Economic Review»
- 1966 Foreign Assistance and Economic Development (wspólnie z A. Stroutem), «American Economic Review»
- 1971 Studies in Development Planning (praca zbiorowa)
- 1974 Redistibution with Growth: An Approach to Policy (praca zbiorowa)
- 1975 Patterns of Development 1950—1970 (wspólnie z R. Syrquinem)
- 1975 A Structuralist Approach to Development Policy, «American Economic Review»
- 1979 Structural Change and Development Policy
- 1983 Interaction Between Theory and Observation, «World Development»"World Development"[4]